# عبدالعزیز بنیج
عبدالعزیز بنیج (انگلیسی: Abdelaziz Bennij؛ زادهٔ ۸ اکتبر ۱۹۶۵) بازیکن فوتبال اهل مراکش بود که در پست هافبک بازی می‌کرد.
از باشگاه‌هایی که در آن بازی کرده‌است می‌توان به باشگاه فوتبال نانسی و باشگاه فوتبال الوداد کازابلانکا اشاره کرد.
وی همچنین در تیم ملی فوتبال مراکش بازی کرده‌است.